# Hôtel des Mille Collines
Hôtel des Mille Collines is een luxe-viersterrenhotel in het centrum van de Rwandese hoofdstad Kigali. Het werd in 1973 opgericht en behoorde tot de Belgische luchtvaartmaatschappij Sabena. Na het faillissement van Sabena werd het in 2005 verkocht aan een Congolese zakenman.
Het hotel is bekend van de rol die het speelde tijdens de Rwandese Genocide in 1994. Het fungeerde toen als schuilplaats voor meer dan duizend voornamelijk begoede Tutsi's, die overigens gewoon moesten betalen voor hun verblijf. De toenmalige manager, Paul Rusesabagina, had contacten met het leger en kocht hen en de Hutu-milities af met de fijne kazen en drank uit de kelders. Zo voorkwam hij dat de gasten werden uitgemoord, zoals op vele plaatsen elders in de stad gebeurde. Over dit gebeuren werd in 2004 de film Hotel Rwanda gemaakt.